# Полідор (тиран Фер)
Полідор (дав.-гр. Πολύδωρος) — тиран міста Фери у Фессалії 370 року до н. е.

## Життєпис
Другий син Лікофрона I. відомостей про нього обмаль. Отримав владу тирана Фер і тагоса (верховного вождя) Фессалійського союзу після загибелі старшого брата Ясона. За однією з версій Полідар сам був учасником змови проти останнього.
Продовжив політику зміцнення влади свого роду в Фессалії. Але того ж, 370 року до н. е., загинув в м. Лариса внаслідок змови молодшого брата Поліфрона, який отримав владу.

## Родина
- Олександр (д/н—358 до н. е.), тиран Фер